# Avgij
Avgij (grško Augias) je v grški mitologiji kralj Elide.
Herakleju je dal nalogo, da očisti njegove hleve, v katerih je bilo 3000 govedi in niso bili očiščeni 30 let. Za izpolnitev naloge mu je dal en dan. Heraklej je to opravil tako, da je skozi hleve preusmeril tokova rek Alfej in Penej.